# Psylla dalbergiae
Psylla dalbergiae är en insektsart som beskrevs av Miyatake 1972. Psylla dalbergiae ingår i släktet Psylla och familjen rundbladloppor. Inga underarter finns listade i Catalogue of Life.